# Boba niña nice
«Boba Niña Nice» (Teenage Superstar) es el segundo sencillo de la cantante pop/rock mexicana Belinda, de su álbum homónimo debut Belinda, original de Kim-Lian "Teenage Superstar".

## Video musical
El video musical fue filmado en México por el director Víctor González, estrenado en diciembre de 2003. La coreografía estuvo bajo la dirección de Guillermina Gómez.
El video comienza con escenas de Belinda cantando la canción con una banda en una construcción, esas escenas son mostradas en gran parte del video. Después Belinda es mostrada caminando con un grupo de amigos y cantándole la canción a un muchacho. El video continúa con escenas de gente haciendo skateboarding y biking, Belinda cantando la canción con una coreografía y una batalla de baile.

## Sencillo
Se lanzó un sencillo para distribuirse en las radiofusoras, que al igual que los sencillos anteriores, se puede encontrar disponible en subastas por internet. En la portada tiene el rostro de Belinda, contiene un solo track.

### Lista de canciones
CD Sencillo, promo
1. «Boba Niña Nice» — (3:02)

## Versiones oficiales
- Boba Niña Nice (Álbum Versión)
- Boba Niña Nice (Niño Powser Mix)
- Boba Niña Nice (Remix Niño Power)

## Adaptaciones
Versión original

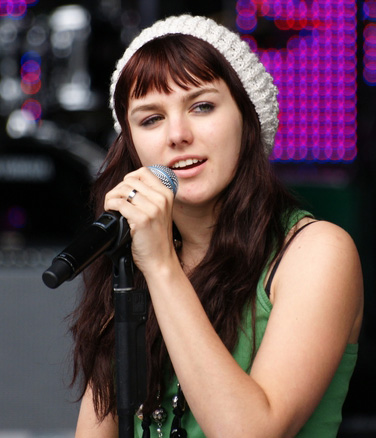
La cantante Ewa Farna tiene una versión en checo y otra en polaco.

- «Teenage Superstar» - Kim-Lian (inglés)

Adaptaciones
- «Qué Mas Da» - Efecto Mariposa (español)
- «Měls Mě Vůbec Rád» - Ewa Farna (checo)
- «Razem Sam Na Sam» - Ewa Farna (polaco)
- «Teenage Superstar (Korean Version)» - MI:NE (coreano)
- «Para Mim Tanto Me Faz» - D'zrt (portugués)
- «High School Queen» - Nami Tamaki (japonés)
- «Bobo Niño Nice» - Waldy (español)